# Lucio Silla
A Lucio Silla Wolfgang Amadeus Mozart 1772. december 26-án Milánóban bemutatott háromfelvonásos operája. A szerző első darabja a műfajban, amellyel nem aratott sikert, s az ősbemutatón megbukott.

## Az opera története
A darab bukásában nagy szerepet játszott, hogy nem sokkal az előadás előtt megbetegedett a címszerepet alakító tenorista, akit jobb híján egy templomi énekessel helyettesítettek, akinek gyakorlatilag egyáltalán nem volt színházi tapasztalata, és a technikai felkészültsége sem volt elegendő a szerep igényesebb előadására. Az elmaradt siker véget vetett a további megrendeléseknek is, így vége szakadt a fiatal zeneszerző itáliai diadalútjának.
A Lucio Sillát legközelebb csak 1929-ben vitték színre, egy német nyelvű adaptáció keretén belül Prágában, majd 1961-ben Milánóban egy koncertszerű előadáson adták elő. Erről az előadásról hangfelvétel készült, amit később kiadtak hanglemezen. 1964-ben lezajlott az opera kölni bemutatója, majd a következő évben Bernhard Paumgartner (1887–1971) vállalkozott az opera szólamainak és a szövegkönyvnek az átdolgozására. Cecilio és Cinna kasztrált alt szerepét tenor fekvésbe írta át, de manapság újra az eredeti, alt változatot játsszák.
A darab zenéje az opera seria szokásos stílusjegyeit viseli magán, de szólószámai elég egysíkúak. A nyitányt 23 zeneszám követi. A zenekari hangzásra a zeneszerző a korábbiaknál nagyobb hangsúlyt fektetett: a vonósokon kívül fuvolákat, oboákat, fagottot, kürtöket, trombitákat és üstdobot is használt. Nagy érzékenységgel használta fel a szimfonikus eszköztárát, különösen a sírbolt jelenetben. A címszerepen kívül Giunia, Cecilio és Cinna szólama jelentős technikai felkészültséget igényel.

## Az opera szereplői
| Szereplő                                          | Hangfekvés                        |
| ------------------------------------------------- | --------------------------------- |
| Lucio Silla, római hadvezér                       | bariton                           |
| Giunia, Gaius Marius lánya, Cecilio jegyese       | koloratúrszoprán                  |
| Cecilio, száműzött szenátor                       | kasztrált alt (ma alt vagy tenor) |
| Lucio Cinna, patrícius, Silla politikai ellenfele | kasztrált alt (ma alt vagy tenor) |
| Celia, Lucio Silla testvére                       | mezzoszoprán                      |
| Aufidio, tribunus, Silla barátja                  | basszus                           |

## Az opera cselekménye

### I. felvonás
Lucio Silla alaptalan vádak alapján száműzte Rómából Ceciliót, majd az ifjúnak halálhírét keltette, hogy elvehesse annak szép menyasszonyát, Giuniát. Cecilio azonban Cinna segítségével visszatér a városba, majd barátja tanácsát követve a hősök emlékhelyén álló kriptákban rejtőzik el. Itt nem találhatnak rá, és naponta láthatná kedvesét, aki nap mint nap felkeresi atyja sírhelyét. Giunia, miután visszautasította Silla házassági ajánlatát, apja síremléke előtt imádkozik érte és halottnak hitt szerelméért, amikor egyszer csak Cecilióval találja magát szemben. Közben Silla Aufidio tanácsára a szenátusban bejelenti, hogy ő és Giunia hamarosan házasságot fognak kötni, sőt, Celia és Cinna egybekelését is közhírré téteti. Azt reméli, hogy ezzel eléri a politikai megbékélést, és ellenfelei közül is sokan az ő pártjára állnak majd.

### II. felvonás
Cecilio, miután a tudomására jutottak a történtek, Silla megölését tervezi, de Cinna lebeszéli a merényletről, mert az biztosan Giunia halálos ítéletét is jelentené. Ugyanakkor maga vállalkozik a gyilkosságra. Cinnát ezután Celia keresi fel. A lány őszintén szereti a férfit, ez meghatja Cinnát, aki végül lemond Silla meggyilkolásáról. Ezután azt tanácsolja Guiniának, hogy színleg fogadja el a diktátor házassági ajánlatát, majd amikor kettesben marad vele a nászéjszakán, szúrja le a férfit. A lány azonban nem vállalkozik a véres tettre. Közben Silla a visszautasítással mit sem törődve, újra bejelenti a szenátusban a kettős házasság tervét. Ekkor mindenki megdöbbenésére Cecilio lép a terembe, akit Silla intésére körülfognak és letartóztatnak a teremben lévő katonák.

### III. felvonás
A halálra ítélt Ceciliót Guinia keresi fel a börtönben. Elbúcsúznak egymástól, majd megjelenik Aufidio, és bejelenti, hogy elérkezett az ítélet végrehajtásának az ideje. Mindenki meglepetésére azonban Ceciliót a vesztőhely helyett a szenátusba kísérik, ahol Silla mindenki előtt megbocsát neki, és maga kíséri hozzá jegyesét, lemondva Guinia kezéről. Ezután bejelenti Cinna és Celia eljegyzését is, majd általános amnesztiát hirdet, és visszahívja a korábban általa száműzötteket is Rómába. A birodalom egysége érdekében békejobbot kínál ellenfeleinek. A jelenlevők felszabadultan ünneplik Silla nagylelkűségét.

## Hangfelvételek
- Lucio Silla – Athony Rolfe Johnson, Giunia – Leila Cuberli, Cecilio – Ann Murray, Cinna – Britt-Marie Aruhn, Celia – Christine Barbaux, Aufidio – Ad van Baasbank. Közreműködik: a brüsszeli Théâtre Royal de la Monnaie ének- és zenekara, vezényel: Sylvain Camberling. A felvétel helye és ideje: Brüsszel, Théâtre Royal de la Monnaie, 1985. január 19/20. (élő előadások montázsfelvétele). A kiadás éve: 1985. Brilliant Classic, 99717/3-5, 3 CD DDD Stereo
- Lucio Silla – Peter Schreier, Giunia – Edita Gruberová, Cecilio – Cecilia Bartoli, Cinna – Yvonne Kenny, Aufidio – Dawn Upshaw. Közreműködik: a Concentus Music ének- és zenekara, vezényel: Nikolaus Harnoncourt. A felvétel helye és ideje: Bécs, június (élő előadások montázsfelvétele). A kiadás éve: 1989. Teldec, 2292-44928-2, 2 CD DDD Stereo.
- Lucio Silla - Peter Schreier, Giunia – Arleen Augér, Cecilio – Várady Júlia, Cinna – Edith Mathis, Aufidio – Werner Krenn, Celia – Helen Donath, Közreműködik: a salzburig Mozarteum zenekara és kórusa, vezényel: Leopold Hager. A felvétel ideje: 1977. A kiadás éve: 1991. Philips, 422 532-2, 3 CD ADD Stereo. Megjegyzés: mivel ez nem élő előadás, hanem stúdiófelvétel, nem tartalmaz húzásokat, így az opera teljes zenei anyagát tartalmazza, szemben az előző két felvétellel.